# Espen-Saumbandspanner
|  | Dieser Artikel wurde aufgrund von formalen oder inhaltlichen Mängeln in der Qualitätssicherung Biologie zur Verbesserung eingetragen. Dies geschieht, um die Qualität der Biologie-Artikel auf ein akzeptables Niveau zu bringen. Bitte hilf mit, diesen Artikel zu verbessern! Artikel, die nicht signifikant verbessert werden, können gegebenenfalls gelöscht werden. Lies dazu auch die näheren Informationen in den Mindestanforderungen an Biologie-Artikel. |

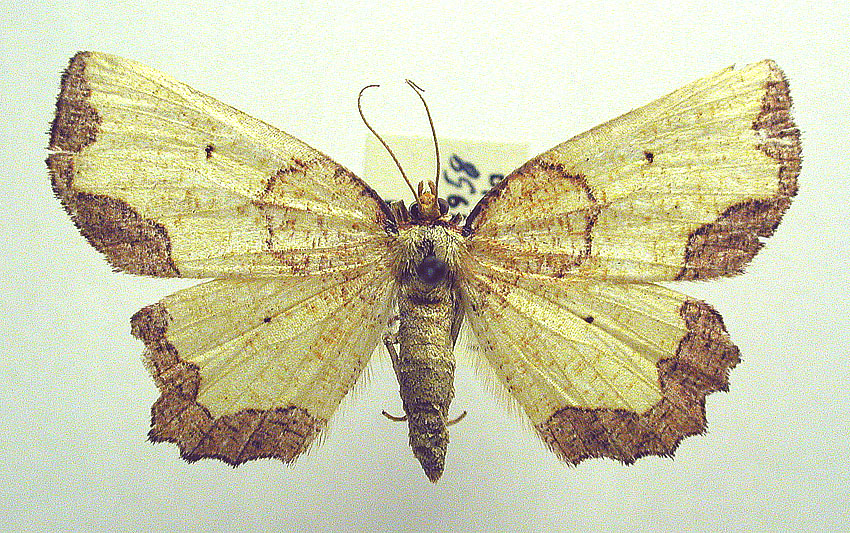
Weibchen des Espen-Saumbandspanner

Der Espen-Saumbandspanner (Epione vespertaria, Syn.: Epione paralellaria) ist ein Schmetterling aus der Familie der Spanner (Geometridae), welcher in fast ganz Europa verbreitet ist.

## Merkmale
Die Falter erreichen eine Flügelspannweite von 25 bis 30 Millimeter. Es herrscht ein großer Geschlechtsunterschied was die Färbung angeht. Das Männchen haben eine kräftige ockergelbe Grundfarbe und besitzen auf den Vorder- und Hinterflügeln viele kleine, rote Striche und eine etwas dickere rote Bogenlinie. Diese kann bei Weibchen auch vorhanden sein. Eine rotviolette Saumbinde geht vom Vorderflügel in den Hinterflügel über, diese ist bei den männlichen Exemplaren etwas breiter als bei den weiblichen. Die Grundfarbe der Weibchen ist blassgelb und auch die Saumbinde ist blasser als die der Männchen. Der äußere Rand der Hinterflügel ist bei Weibchen meist unregelmäßig wellig.
Die Raupe ist braun, hell gestreift, mit rötlichen Rautenflecke auf dem Rücken und einem gelblichen Fleck auf dem sechsten Segment.

## Lebensweise
Die Art ist selten und liebt Feuchtgebiete wie Sumpfränder und feuchte Waldränder. Die Falter sind nachtaktiv und fliegen von Anfang Juni bis Ende August. Man kann sie vom Flachland bis in mittlere Bergregionen antreffen. Die Raupen ernähren sich hauptsächlich von Espen (Populus tremula), aber auch von Weiden (Salix), Birken (Betula) und Erlen (Alnus).